# Argyresthia submontana
Argyresthia submontana is een vlinder uit de familie van de pedaalmotten (Argyresthiidae). De wetenschappelijke naam werd in 1870 gepubliceerd door Heinrich Frey.